# انسحاب النيكوتين
انسحاب النيكوتين هو مجموعة من الأعراض التي تحدث في الأسابيع القليلة الأولى بعد التوقف عن استخدام النيكوتين أو تقليله . تشمل الأعراض الرغبة الشديدة في تناول النيكوتين، والغضب أو التهيج، والقلق، والاكتئاب، والعصبية، ومشاكل النوم، والأرق، والجوع أو زيادة الوزن، وصعوبة التركيز. تجعل أعراض انسحاب النيكوتين الشديدة من الصعب الإقلاع عن منتجات النيكوتين ومعظم الخطط الإقلاع عن التدخين تتضمن تقليل تأثير الانسحاب ويمكن أن تسهل برامج الإقلاع عن التدخين في الإقلاع عنه فعلا. ذُكر انسحاب النيكوتين في كل من الدليل التشخيصي والإحصائي للرابطة الأمريكية للطب النفسي وفي التصنيف الدولي للأمراض التابع لمنظمة الصحة العالمية.

## العلامات والأعراض
أكثر الأعراض شيوعا لانسحاب النيكوتين هي الرغبة الشديدة في النيكوتين ، الغضب أو التهيجية، القلق، الاكتئاب، نفاد الصبر، صعوبة النوم، الهياج النفسي الحركي، الجوع أو زيادة الوزن، وصعوبة التركيز. عادة ما تكون الأعراض أقوى في الأيام القليلة الأولى للانسحاب ثم تقل خلال 2-4 أسابيع . من بين كل الأعراض التي ذُكرت يعتبر التهيج والقلق وصعوبة التركيز هي الأعراض الأكثر شيوعا. بينما يعتبر الاكتئاب والأرق هما الأقل شيوعًا.
هناك أعراض أخرى لانسحاب النيكوتين قد تشمل انعدام التلذذ، والإمساك، والسعال، وانخفاض المزاج الإيجابي، والدوخة، والنعاس، والصداع، الاندفاعية، والتعب، وأعراض شبيهه بالأنفلونزا، وتقلب المزاج، وتقرحات الفم.

## التعريف
يُعرف انسحاب النيكوتين بأنه التأثيرات أو الأعراض التي تظهر على الأفراد المدمنين على النيكوتين بعد التوقف عن تعاطي النيكوتين أو تقليله. يُعتبر النيكوتين مادة مسببة للإدمان وتوجد هذه المادة بشكل شائع في منتجات التبغ بما في ذلك السجائر والسيجار والتبغ المضغ وسوائل السجائر الإلكترونية وتبغ الغليون وعلكة النيكوتين.
الانسحاب هو رد فعل الجسم بسبب عدم وجود النيكوتين الذي اعتاد على وجوده . يعتبر الانسحاب أكثر شيوعًا وشدة بين مدخني السجائر  ومتوسط في مستخدمي السجائر الإلكترونية . تَظهر أعراض انسحاب النيكوتين عادة بعد 2-3 ساعات من آخر تناول للنيكوتين وتبلغ ذروتها في غضون 2-3 أيام. لدى أقلية من المدخنين ، قد تستمر الرغبة الشديدة في تعاطي النيكوتين بعد الانسحاب ربما لسنوات. يُسبب انسحاب النيكوتين أعراض جسدية ولا يعتبر مهددا للحياة ، لكن الرغبة الشديدة المرتبطة به يمكن أن تكون مماثلة للانسحاب من الأدوية الأخرى. بعد فترة وجيزة من الانسحاب ، تخف أعراض القلق والاكتئاب وتتحسن نوعية الحياة بشكل عام ويصبح المدخنون السابقون أفضل حالًا.

## تأثير الانسحاب على المدى البعيد
يمكن أن يتسبب النيكوتين في العديد من الآثار السلبية على الصحة ، مثل زيادة خطر الإصابة بأمراض خطيرة مثل السرطان وأمراض القلب. ويمكن أن يؤدي أيضًا إلى وفاة مبكرة. في حين أن هذه المخاطر تعد حافزًا جيدًا للإقلاع ، إلا أن الإقلاع عن التدخين قد يكون صعبًا بالنسبة لبعض الأشخاص بسبب أعراض الانسحاب. فيما يلي العلاقة بين الزمن (منذ التوقف عن التعاطي) وأعراض الانسحاب والامراض الناتجة عن ادمان النيكوتين:
بعد 20 دقيقة من الإقلاع
ينخفض معدل ضربات القلب إلى المستويات الطبيعية في غضون 20 دقيقة .
بعد 8 إلى 12 ساعة من الإقلاع
يزداد الأكسجين في الدم وينخفض مستوى أول أكسيد الكربون في الدم (وهو نفس الغاز المنبعث من عوادم السيارات). يتسبب هذا الغاز في زيادة معدل ضربات القلب ويؤدي إلى ضيق التنفس.
بعد 48 ساعة من الإقلاع
تتحسن القدرة على الشم والتذوق. تبدأ النهايات العصبية التي تضررت بسبب التدخين في النمو من جديد ، مما يحسن حاسة الشم والتذوق.
من أسبوعين إلى ثلاثة أشهر بعد الإقلاع
ينخفض خطر الإصابة بنوبة قلبية. إن تحسن الدورة الدموية وانخفاض ضغط الدم ومعدل ضربات القلب ، وارتفاع مستويات الأكسجين وتحسن وظائف الرئة كلها عوامل تقلل من خطر الإصابة بنوبة قلبية.
من شهر إلى 9 أشهر بعد الإقلاع
يقل الشعور بضيق التنفس ويقل السعال واحتقان الجيوب الأنفية يزداد النشاط بشكل عام.
بعد عام واحد من الإقلاع
ينخفض خطر الإصابة بأمراض القلب إلى النصف.
بعد 5 سنوات من الإقلاع
يقل خطر الإصابة بالسكتة الدماغية.
بعد 10 سنوات من الإقلاع
ينخفض خطر الإصابة بسرطان الرئة إلى مستوى شخص لم يدخن مطلقًا. ينخفض خطر الإصابة بسرطانات أخرى بشكل ملحوظ مثل : سرطان المريء، سرطان الكلى، سرطان المثانة، سرطان البنكرياس.
بعد 15 عامًا من الإقلاع
يصبح خطر الإصابة بأمراض القلب هو نفسه بالنسبة لشخص لم يدخن مطلقًا.